# 大傑作撰
『大傑作撰』（だいけっさくせん）は、森山直太朗2作目のベスト・アルバム。

2016年9月21日発売。発売元はユニバーサルミュージック。

## 概要
森山にとって『傑作撰 2001〜2005』以来11年3か月振りとなるベスト・アルバム。2002年のデビューから15周年を迎える森山の集大成といえる。
前作と同じく、初回限定盤が2つのディスクで構成されており、特典DVDを同梱。
初回限定盤はシングル曲などが中心のメインディスクの花盤、コアなファンに人気の楽曲が収録されるボーナスディスクの土盤のCD2枚
。（通常盤は花盤のみ）

1枚目のミニアルバム『直太朗』、3枚目のミニアルバム『いくつもの川を越えて生まれた言葉たち』を除く、全てのアルバムから選曲・収録。
本作のリリースにあたり、一部楽曲がリミックスや新録音で収録されている。
アルバムのブックレットの後半部分には様々な歌手やミュージシャン、俳優、テレビ局のディレクターらによる寄稿文が記載されている。また、森山と共同制作者の御徒町凧による対談も記載されており、アルバムの制作背景や収録曲の解説がなされている。

## 選曲の方針
公式Webサイトの作品紹介によると花盤は「直太朗の活動を花々しく支えてきた名曲」、土盤は「直太朗の土台として支えてきてくれた名曲」を収録したと紹介されているが、前述の対談の中では前者が「わりと間口の広い手に取りやすいベストアルバム」としての選曲であり、後者は「森山の15年間の活動の中で（森山自身の）意地を出せた」楽曲を選定しているとも語られている
。
収録曲の選定や曲順を決定するまでには紆余曲折あり、当初は形態に関係なく２枚組でリリースし、それぞれのCDを「イースト盤、ウエスト盤」と名づけ、大相撲の取り組みを意識した曲順

での収録が予定されていた。
しかしレコード会社の担当からは、ただ単に多くの収録曲を入れてボリューミーな構成にするだけで聴き手が作品を購入するような時代ではないという旨の助言があり

、それを踏まえたうえで通常盤はCD１枚、初回盤はCD２枚に加え特典DVDが付属する形態でリリースされる運びとなった。これについては森山が自身の活動について「メインストリームのようで全然メインストリームで語り切れないような活動をしているのを自負している」とし、１枚でまとめることに違和感が否めなかったためであると述べている。
上記の方針が固まった後、ディスクのネーミングは御徒町により「肉盤、米盤」と改められたが

、御徒町の抱くイメージや意図が森山と共有できずに混乱を招いたため「花盤、土盤」に再度改められた
。
曲順については「土盤」はリリースした時系列順に並んでいるが、「花盤」は「土盤」のそれと対照的にリリース順とは関係のない並びになっており、アルバムを１つのライブの演目として捉えた時にライブとしての臨場感を感じられることを意識した曲順となっている。
これは製作段階において「花盤」も時系列に沿った順序で並べたところ、アルバムの前半の印象が非常に重たいものであったことを受けて再構成した結果である
。

## 収録曲

### CD 花盤
1. 夏の終わり
  - 3rdシングル表題曲。
2. 生きてることが辛いなら
  - 16thシングル表題曲。
3. どこもかしこも駐車場
  - 7thアルバム「自由の限界」収録曲。
4. 花
  - 3rdアルバム「諸君!!」収録曲。
  - 中孝介へ提供した楽曲「花」のセルフカバー。
5. 若者たち
  - 20thシングル表題曲。カバー曲。
6. 風花
  - 9thシングル表題曲、2016 Mix(歌詞部分に※2016 Mixと記載）。
7. 愛し君へ
  - ドラマ「愛し君へ」挿入歌。
  - 1stアルバム「新たなる香辛料を求めて」収録曲。
8. フォークは僕に優しく語りかけてくる友達
  - 5thアルバム「素敵なサムシング」収録曲。
9. 嗚呼
  - 9thアルバム「嗚呼」収録曲。
10. 小さな恋の夕間暮れ
  - 8thシングル表題曲。アルバム初収録。
11. 日々
  - 19thシングル表題曲。
12. さくら (独唱)
  - 原曲は1stコアアルバム「乾いた唄は魚の餌にちょうどいい」収録曲。
  - こちらには、2ndシングル「さくら (独唱)」表題曲を収録。
  - 「世界ウルルン滞在記」テーマソング。
13. 太陽
  - 4thシングル表題曲、2016 Mix(歌詞部分に※2016 Mixと記載）。
  - 1stアルバム「新たなる香辛料を求めて」及び1stベストアルバム「傑作撰 2001〜2005」収録ヴァージョンと異なる。
14. 生きとし生ける物へ
  - 5thシングル表題曲。ドラマ「愛し君へ」主題歌。1stアルバムには別ヴァージョンを収録。
15. 虹（2016 ver.）
  - 2ndアルバム「風待ち交差点」収録ヴァージョンと異なる、2016年ヴァージョンで収録。

### CD 土盤　（初回限定盤のみ）
1. レスター
  - ミニアルバム「乾いた唄は魚の餌にちょうどいい」収録曲。
2. さなぎの時代
3. 今が人生～飛翔編～
  - 6thシングル「今が人生〜飛翔編〜」表題曲。
4. 君は五番目の季節
  - 10thシングル表題曲。2016 New Vocal Recording。「めくるめく」を「めくりめく」と間違っていた事にリリース後に気づきこの機会にコーラス含めて録り直したと解説されている。
5. シルビア
  - 2ndアルバム「風待ち交差点」収録曲。
6. 坂の途中の病院
  - 14thシングル「太陽のにほひ」C/W。
7. 夕暮れの代弁者
  - 3rdアルバム「諸君!!」収録曲。
8. 僕らは死んでゆくのだけれど
  - 2009 Recording。未発表音源。
9. 優しさ
  - 4thアルバム「あらゆるものの真ん中で」収録曲。
10. うんこ
  - 1stコンセプトアルバム「レア・トラックス vol.1」に収録。
11. よく虫が死んでいる
  - 7thアルバム「自由の限界」収録曲。
12. コンビニの趙さん
  - 8thアルバム「黄金の心」収録曲。
13. 魂、それはあいつからの贈り物
  - 9thアルバム「嗚呼」収録曲。
14. 12月（2016 ver.）
  - 2005年配信限定発表楽曲の2016年ヴァージョン。

### DVD 『Studio Session 2016 ～直太朗的録音箱集友楽～』（初回限定盤のみ）
1. 夏の終わり
2. ラクダのラッパ
3. どうしてそのシャツ選んだの
4. 明けない夜はないってことを明けない夜に考えていた
5. 涙
6. どこもかしこも駐車場
7. 未来 ～風の強い午後に生まれたソネット～
8. 声
9. Interview「森山直太朗ってなんだろう」～15年をめぐる、あるひとつの考察～